# Ceradenia pilipecten
Ceradenia pilipecten är en stensöteväxtart som beskrevs av Luther Earl Bishop, M. Kessler och A. R. Sm. Ceradenia pilipecten ingår i släktet Ceradenia och familjen Polypodiaceae. Inga underarter finns listade.